# Церковь Святой Терезы (Сингапур)
Церковь Святой Терезы  (англ. Church St. Teresa) — католическая церковь, находящаяся в Сингапуре. Храм освящён во имя святой Терезы из Лизьё. В 2009 году церковь Святой Терезы была объявлена национальным памятником Сингапура.

## История
К середине 1920-х годов в юго-западной части Сингапура значительно увеличилось число католиков, эмигрировавших в Сингапур из Китая. Возникла необходимость сооружения новой церкви для католиков китайского происхождения, живших в этом районе. Строительство церкви святой Терезы было инициировано настоятелем церкви Святых Апостолов Петра и Павла священником Стефаном Ли, который также построил церковь Святого Антония Падуанского для китайских эмигрантов из Шаньтоу, Китай. Строительство храма было завершено в 1928 году. Храм был освящён 7 апреля 1929 года. В апреле 1935 года настоятелем прихода святой Терезы стал священник Стефан Ли.
В мае 1938 года в Сингапур из Бангкока прибыли восемь монахинь из монашеского ордена кармелиток, которые организовали при церкви свой монастырь. В 1959 году недалеко от церкви святой Терезы был построен храм Святой Бернардетты, который поначалу обслуживался священником церкви святой Терезы.
В 1938 году при церкви была основана начальная школа для детей. В 2006 году был завершён капитальный ремонт храма и школа была преобразована для обучения девочек.
Церковь находится недалеко от сингапурского порта и потому священнослужители храма проводят пастырскую работу среди моряков. Церковью также пользуется для своих духовных нужд филиппинская католическая община, проживающая в Сингапуре.

## Архитектура
Церковь Святой Терезы была построена в романско-византийском архитектурном стиле по модели базилики Святого Сердца в Париже.